# Mystère (mini-série)
Pour les articles homonymes, voir Mystère.
Mystère est un feuilleton télévisé en coproduction française, suisse et belge en 12 épisodes de 52 minutes diffusé en Suisse à partir du 13 juin 2007 sur TSR1, en Belgique à partir du 14 juin 2007 sur La Une et en France à partir du 20 juin 2007 sur TF1.

## Synopsis
L'histoire débute par la disparition momentanée des radars d'un avion de ligne lors du vol 173 très agité Paris-Marseille du 20 juin 1980 réapparaissant 20 minutes plus tard au même endroit.
27 ans après, lors d'un voyage qu’elle effectue en voiture depuis Lyon vers la maison familiale de Provence qu’elle projette de vendre, Laure de Lestrade, 27 ans, étudiante en maths, est témoin d’un phénomène étrange. Ce que l’on appelle des cercles de culture (ou crop circles en anglais) ont été tracés au milieu d'un champs de maïs. En explorant les lieux, Laure est effrayée par un inconnu qui l’assaille en la mettant en garde contre un danger imminent tout en lui répétant la même phrase : « Nous devons nous retrouver ».
Arrivée dans la demeure familiale, elle retrouve ses vieux cahiers d’école dans l'un desquels elle reconnaît des figures géométriques identiques à celles des cercles de culture qu’elle vient de voir, accompagnées de cette phrase, « Nous devons nous retrouver. » Quoique n'ayant aucun souvenir d’avoir tracé  ces dessins et lignes manuscrites, il s'agit pourtant bien de son écriture d’écolière.
En dépit de son intention de vendre cette maison, Laure y est très attachée par le souvenir de sa mère Anne, qui y résida et a disparu en 1990 quand elle avait dix ans dans d’étranges circonstances. Son père, Guillaume de Lestrade, général de l’armée de terre qui réside non loin de là avec Irène, sa première épouse délaissée lors de la rencontre de la mère de Laure jusqu'à sa disparition, leur fils François, demi frère aîné de Laure, lui même capitaine sous les ordres de son père, sa femme Erika et leur enfant Lucas, essaie de rassurer sa fille après l'incident des crop circles, tout en restant évasif quant à la disparition de sa mère Anne quand elle le questionne à ce sujet.
Le fiancé de Laure, Xavier, avocat lyonnais mais en fait policier d'Interpol enquêtant en secret sur plusieurs disparitions d'enfants inexpliquées, la rejoint peu après et, autant intrigué qu’elle par ses découvertes en vient à penser que le père de Laure dissimule des faits. La jeune femme décide alors d’ajourner la vente de la maison et se lance dans une enquête en sa compagnie.

## Distribution
- Toinette Laquière : Laure de Lestrade
- Arnaud Binard : Xavier Mayer / Alexandre "Alex" Roger
- Patrick Bauchau : le général Guillaume de Lestrade
- Yann Sundberg : François de Lestrade
- Babsie Steger : Érika de Lestrade
- Antoine De Prekel : Lucas de Lestrade
- Marisa Berenson : Irène de Lestrade
- Fanny Cottençon : Anne de Lestrade
- Lio : Michèle Costa
- Jean-Philippe Écoffey : Paul Costa
- Xavier Lafitte : Christopher Leroux
- Adama Niane : lieutenant Paolo Bruni[1]
- Samuel Jouy : Thierry Courcelles
- Louna Baudry : Laure 10 ans
- François Vincentelli : Lorenzo Dallaglio
- Aksel Morayla-Charles : Lorenzo 6 ans
- Zoé Duthion : Manon Dallaglio
- Bernard Blancan : Simon Castaneda
- Ronald Guttman : Professeur Roger/Gaston Denis
- Farida Rahouadj : Lise Alban, SRPJ
- Guy Amram : médecin hypnotiseur militaire (ép. 3 et 8)
- Graziela Delerm : Maria Marinetti
- Clémentine Monsaingeon : Astrid Marinetti (ép. 11)
- Sylvie Flepp : la mère supérieure
- Max Boublil : Tom, association Planet (ép. 5)
- Thierry Dessertaine : commandant de bord
- Stéphane Henon : copilote de l'avion
- Cécile Pallas : Jeanne Laborde, hôtesse de l'air
- Samantha Marciszewer : Julie (ép. 9 à 12)
- Jean Arsac : homme foyer Emmaus (ép. 1)
- Jean-Marc Maurel : paysan (ép. 1 et 2)
- France Darry : femme témoin (ép. 2)
- Guillaume Zublena : médecin hypnotiseur civil (ép. 4)
- Benoît de Gauléjac : médecin légiste corse (ép. 4)
- Patrick Mazet : infirmier Lorenzo (ép. 4)
- Svetlana Sizova : Catherine Delorme, galièriste (ép. 5 et 6)
- Charles Gonzales : professeur Bettega
- Christine Conil : voisine Roger (ép. 5)
- Philippe de Vallerin : laborantin (ép. 6)
- Renaud Calvet : chirurgien Lorenzo (ép. 7)
- Laetitia Bouix : Nadia, infirmière (ép. 7)
- Karen Alyx : Sandrine, infirmière (ép. 7)
- Michel Réa : procureur général d'Avignon (ép. 9)
- Anne Cart : journaliste LCI (ép. 9)
- Patrice Valota : M. Jérôme du ministère (ép. 10)
- Dimitri Radochevitch : patient déambulateur (ép. 10)
- Denis Maréchal : médecin prison (ép. 10)
- Hervé Caullery : militaire prison souterraine (ép. 12)

## Fiche technique
- Réalisateur : Didier Albert
- Scénario, adaptation et dialogues : Malina Detcheva et Franck Ollivier — Un roman homonyme a été tiré du scénario (voir section bibliographie)
- Musique originale : Frédéric Porte
- Tournage extérieur en région PACA, dans les Bouches-du-Rhône (Marseille, Aix-en-Provence, Montagne Sainte-Victoire, Stadium de Vitrolles, Port-de-Bouc, Martigues, Abbaye de Montmajour, Les Baux-de-Provence, Domaine d'Aiguebelle, Abbaye de Silvacane, Puyloubier, Le Puy-Sainte-Réparade, Les Baux-de-Provence, Lançon-de-Provence, Saint-Antonin-sur-Bayon, Géménos, La Roque-d'Anthéron), dans le Var (Varages, Barjols), dans le Vaucluse, le Gard (Pont-Saint-Esprit), en région parisienne au Fort de Cormeilles à Saint-Sulpice-de-Favières, à Ivry et à Paris
- Direction de la Fiction TF1 : Takis Candilis
- Producteur : Bernard Bouix
- Sociétés de production : Alma Productions, Fontana, TF1, RTBF, Télévision Suisse Romande (TSR) et le soutien de la Région PACA en partenariat avec le CNC
- Format : Couleur
- Genre : Paranormal
- Déconseillé aux moins de 10 ans

## Commentaires
- La société qui produit la série s'appelle « Alma Productions » et la compagnie qui exploite la liaison aérienne se nomme « Alma Air »…
- Initialement la série devait être réalisée par Benoît d'Aubert qui a été remplacé au début du tournage.
- Mystère a également été diffusé en prime time sur la chaine canale 5 en Italie, une première.
- De nombreuses erreurs avec les mêmes plans séquence à l'entrée de la base militaire ou à celle de l'hôpital[Lesquelles ?].
- Dans l'épisode n°10 dans la scène de dispute entre François de Lestrade et son épouse Erika, il porte des galons de capitaine à l'épaule gauche et de commandant à l'épaule droite.
- Dans l'épisode n°11, il est effectivement commandant, en remplacement de son père à la tête de la mission Star qu'il dirigeait depuis 25 ans.

## Produits dérivés

### DVD
- 2007 : Mystère, TF1 Vidéo, parution le 9 août ASIN B000RG1AMO